# 大邱山高祥
大邱山 高祥（たいきゅうざん たかよし、1907年9月5日 - 1983年6月14日）は、岡山県児島郡粒江村（現：岡山県玉野市）出身で出羽海部屋に所属した大相撲力士。本名は臼井 悧（うすい さとし）。最高位は東関脇。

## 来歴
1907年9月5日に岡山県児島郡で陸軍御用商人の家に生まれる。角界で活躍している同郷の常ノ花寛市に憧れて、1924年秋に出羽海部屋へ入門、1925年1月場所で初土俵を踏んだ。四股名の「大邱山」は現在の大韓民国・大邱市に由来しており、このことから朝鮮半島出身のようにも見えるが、陸軍の御用商人であった父親の仕事の関係で一家で同地に居住していたことに因んだものである。初土俵からは順調に出世していき、1932年に勃発した春秋園事件による繰り上げ措置で十両へ昇進、同年5月場所には新入幕を果たした。入幕後も持ち味である激しい突っ張りの応酬と、得意の右四つからの左上手出し投げを多用した颯爽たる取り口で人気があった。
1934年1月場所では、同場所で優勝を果たした男女ノ川登三を豪快な首投げで黒星を付けて8勝3敗の好成績を残し、同年5月場所で小結昇進、1937年5月場所で関脇に昇進した。関脇で勝ち越してからは大関昇進も遠くないという声があったが、前田山英五郎に先を越されて果たせなかった。この頃に山科の娘婿となり、年寄山科を継承して二枚鑑札で現役を務めた。
しかし、日中戦争によって1941年5月場所の直後に兵役へ服したことで番付外とされた。1944年1月場所に帰還したことで番付には載らなかったものの幕内格として土俵を務めるが、兵役中の疲労などで4勝11敗と大きく負け越し、その場所を最後に現役を引退、年寄専務となった。戦後直後に離婚したことで名跡を間垣へ変更し、1950年1月場所限りで協会を廃業した。廃業後は実業家へ転身し、父親と同様に商業を営んだ。1983年6月14日に死去、75歳没。

## エピソード
- 1932年に勃発した春秋園事件において、大邱山は事件の首謀者である天竜三郎の付け人を務めていた。このため、事件では天竜と行動を共にしようとしていたが、天竜からは、大邱山がまだ幕下力士だったこともあって部屋に残るよう言われたという。大邱山が出羽海部屋へ入門する際に迎えに来てくれたのが天竜だったことあって兄貴分として慕っており、後に大邱山が関取へ昇進して個室が与えられてからは床の間に天竜の写真を置き、場所入り前には必ず拝んでいたと言う。
- 入幕からライバル視された双葉山定次とは土俵外でも仲が良く[1]、早い段階から双葉山の右目が失明状態だったことを知っていたが、大邱山が所属していた出羽海部屋では「打倒双葉」を合言葉に連日猛稽古に明け暮れていたため、部屋頭でありながらその秘密を他者に漏らすことは決して無かったという。このように、双葉山の快進撃と大邱山との仲の良さから、二人揃って「大鉄傘下の花形力士二人」と称された。
  - その一方で双葉山が全盛期を迎えてからは毎度の取組で「どうせ負けるのだから、けがをしたら損」と負けを決め付けるほど自信や対抗意識を失っていた。因みに双葉山との対戦成績は2勝11敗であり、1934年1月場所に白星を挙げたのを最後に双葉山には8連敗していた。[2]
- 巡業が雨天中止になった時、宿舎で丸一日に渡って1斗3升（約23.4リットル）もの酒を飲んだことがある。

## 主な成績
- 通算成績：214勝195敗1分33休　勝率.523
- 幕内成績：124勝135敗1分33休　勝率.479
- 現役在位：50場所
- 幕内在位：25場所
- 三役在位：3場所（関脇2場所、小結1場所）
- 各段優勝
  - 三段目優勝1回（1929年1月場所）
  - 序二段優勝1回（1927年10月場所）

| 1925年 （大正14年） | （前相撲）               | x                  | （前相撲）           | x                       |
| 1926年 （大正15年） | 西序ノ口15枚目 5–1       | x                  | 東序二段29枚目 3–3   | x                       |
| 1927年 （昭和2年） | 西序二段19枚目 2–4       | 西序二段19枚目 2–4 | 西序二段38枚目 5–1   | 東序二段24枚目 優勝 6–0 |
| 1928年 （昭和3年） | 西三段目38枚目 5–1       | 西三段目18枚目 2–4 | 東三段目9枚目 4–2    | 東三段目9枚目 4–2       |
| 1929年 （昭和4年） | 東三段目6枚目 優勝 6–0   | 東三段目6枚目 3–3  | 西幕下18枚目 5–1     | 西幕下12枚目 4–2        |
| 1930年 （昭和5年） | 東幕下3枚目 3–3          | 東幕下3枚目 2–4    | 西幕下14枚目 2–4     | 西幕下14枚目 2–4        |
| 1931年 （昭和6年） | 東幕下23枚目 3–3         | 東幕下23枚目 3–3   | 西幕下17枚目 3–3     | 西幕下17枚目 5–1        |
| 1932年 （昭和7年） | 西十両筆頭 6–2           | 西十両筆頭 5–5     | 西前頭4枚目 7–4      | 西前頭4枚目 7–4         |
| 1933年 （昭和8年） | 東前頭筆頭 4–7           | x                  | 西前頭4枚目 6–5      | x                       |
| 1934年 （昭和9年） | 東前頭2枚目 8–3          | x                  | 東小結 5–6           | x                       |
| 1935年 （昭和10年） | 西前頭2枚目 5–6          | x                  | 東前頭3枚目 3–5–3    | x                       |
| 1936年 （昭和11年） | 西前頭8枚目 5–6          | x                  | 東前頭11枚目 7–4     | x                       |
| 1937年 （昭和12年） | 東前頭2枚目 7–4          | x                  | 東関脇 7–6           | x                       |
| 1938年 （昭和13年） | 東関脇 6–7               | x                  | 東前頭筆頭 3–10      | x                       |
| 1939年 （昭和14年） | 西前頭9枚目 7–6          | x                  | 西前頭8枚目 8–7      | x                       |
| 1940年 （昭和15年） | 西前頭9枚目 7–8          | x                  | 西前頭6枚目 5–10     | x                       |
| 1941年 （昭和16年） | 東前頭15枚目 8–7         | x                  | 東前頭14枚目 5–9 1分 | x                       |
| 1942年 （昭和17年） | 西前頭18枚目 – 兵役      | x                  | x                    | x                       |
| 1943年 （昭和18年） | x                        | x                  | 西前頭18枚目 –       | x                       |
| 1944年 （昭和19年） | 東前頭18枚目 引退 4–11–0 | x                  | x                    | x                       |
| 各欄の数字は、「勝ち-負け-休場」を示す。 優勝 引退 休場 十両 幕下 三賞：敢=敢闘賞、殊=殊勲賞、技=技能賞 その他：★=金星 番付階級：幕内 - 十両 - 幕下 - 三段目 - 序二段 - 序ノ口 幕内序列：横綱 - 大関 - 関脇 - 小結 - 前頭（「#数字」は各位内の序列） |                          |                    |                      |                         |

- 1932年1月番付は西幕下4枚目

### 幕内対戦成績
| 力士名 | 勝数 | 負数 | 力士名   | 勝数 | 負数 | 力士名   | 勝数 | 負数 | 力士名   | 勝数 | 負数 |
| ------ | ---- | ---- | -------- | ---- | ---- | -------- | ---- | ---- | -------- | ---- | ---- |
| 青葉山 | 1    | 3    | 旭川     | 4    | 5    | 有明     | 0    | 2    | 射水川   | 2    | 1    |
| 大熊   | 0    | 1    | 大潮     | 4    | 7    | 大浪     | 1    | 2    | 大八洲   | 0    | 1    |
| 沖ツ海 | 0    | 2    | 小戸ヶ岩 | 1    | 0    | 海光山   | 6    | 2    | 鏡岩     | 5    | 3    |
| 桂川   | 5(1) | 2    | 金湊     | 2    | 3    | 清美川   | 0    | 2※   | 九ヶ錦   | 2    | 1    |
| 源氏山 | 0    | 1    | 高津山   | 1    | 0    | 古賀ノ浦 | 3    | 1    | 越ノ海   | 2    | 0    |
| 小嶋川 | 1    | 2    | 小松山   | 0    | 1    | 佐賀ノ花 | 1    | 1    | 佐渡ヶ嶋 | 1    | 2    |
| 清水川 | 3    | 3    | 鯱ノ里   | 3(1) | 3    | 鷹城山   | 1    | 1    | 高登     | 2    | 4    |
| 寳川   | 0    | 2    | 太刀若   | 1    | 0    | 楯甲     | 5    | 4    | 玉錦     | 1(1) | 8    |
| 玉ノ海 | 2    | 6    | 太郎山   | 1    | 1    | 筑波嶺   | 3    | 0    | 鶴ヶ嶺   | 3    | 2    |
| 照國   | 2    | 1    | 土州山   | 8    | 0    | 富ノ山   | 0    | 1    | 巴潟     | 5    | 2    |
| 名寄岩 | 1    | 3    | 能代潟   | 2    | 1    | 羽黒山   | 1    | 2    | 幡瀬川   | 8    | 5    |
| 盤石   | 2    | 4    | 番神山   | 3    | 1(1) | 備州山   | 1    | 1    | 藤ノ川   | 1    | 0    |
| 二瀬川 | 2    | 0    | 双葉山   | 1    | 10   | 前田山   | 0    | 3    | 松前山   | 3    | 1    |
| 松浦潟 | 0    | 2    | 三熊山   | 1    | 0    | 緑國     | 0    | 1    | 男女ノ川 | 2    | 5    |
| 若潮   | 1    | 1    | 若瀬川   | 2    | 0    | 若浪     | 1    | 0    | 若葉山   | 0    | 2    |
| 若港   | 3    | 3    |          |      |      |          |      |      |          |      |      |

## 改名歴
- 大邱山 悧（たいきゅうざん さとし）：1925年1月場所 - 1926年1月場所、1932年5月場所 - 1936年1月場所
- 大邱山 利（読み同上）：1926年5月場所 - 1928年3月場所
- 大邱山 蜊（読み同上）：1928年5月場所 - 1932年3月場所
- 大邱山 高祥（ - たかよし）：1936年5月場所 - 1942年1月場所、1943年5月場所
- 大邱山（たいきゅうざん）：1942年5月場所 - 1943年1月場所（応召で番付外）、1944年1月場所（幕内格で番付外）

### 年寄変遷
- 山科 高祥（やましな たかよし）：1937年1月 - 1947年11月
- 間垣 高祥（まがき - ）：1947年11月 - 1950年1月（廃業）

## 注
1. 1 2 3  ベースボールマガジン社『大相撲名門列伝シリーズ(1) 出羽海部屋・春日野部屋 』(2017年、B・B・MOOK)p25
2. ↑  【大相撲豪傑列伝】（１１）６９連勝のかげに身体障害あり　双葉山定次 産経新聞　2008.12.6 16:29